# Formato margherita
Il formato margherita è un formato fotografico usato in passato e oggi caduto in disuso. In particolare, corrisponde alla stampa fotografica montata su cartoncino di una fotografia di dimensioni 12,6 × 8 cm..

## Storia
Il formato margherita, che prende il nome dalla regina Margherita di Savoia sua contemporanea, si diffuse agli inizi del Novecento per creare cartoline postali personalizzate. La foto prodotta con questo  formato veniva stampata su cartoncino rigido e utilizzata come cartolina postale.
Il formato margherita prese il posto del formato carte de visite (10,4 × 6,2 cm) perché permetteva di stampare fino a 12 copie dello stesso soggetto, un bel vantaggio dato che la fotografia non era certo economica. Le sue dimensioni, 12,6 × 8 cm, lo rendono più grande del formato gabinetto (così detto perché la fotografia veniva scattata nello studio del fotografo) e permette di evidenziare le capacità artistiche dell'operatore.